# Sosromenduran
Sosromenduran is een bestuurslaag in het regentschap Jogjakarta van de provincie Jogjakarta, Indonesië. Sosromenduran telt 6326 inwoners (volkstelling 2010).